# تلافيف حجاجية
 السطح السفلي أو الحجاجي من الفص الجبهي هو سطح مقعر، ويقع على الصفيحة الحجاجية من العظم الجبهي. وهو مقسم إلى أربعة تلافيف حجاجية بواسطة اتلام حجاجية مميزة على شكل حرف H . وهي مسماة حسب تموضعها، التلفيف الحجاجي الإنسي، التلفيف الحجاجي الأمامي، التلفيف الحجاجي الوحشي، و التلفيف الحجاجي الخلفي . ويُظهِرُ التلفيفُ الحجاجي الأنسي بشكلٍ ملحوظٍ تلما أماميا خلفيا، ويطلق على الجزء الانسي بالنسبة إلى السبيل الشمي اسم التلفيف المستقيم ، وهو مستمر مع التلفيف الجبهي العلوي على السطح الإنسي.

## وظيفة
ذكر بيلي و بريمر أن التحفيز للنهاية المركزية للعصب المبهم تسبب نشاطا كهربائيا في السطح الحجاجي السفلي (http://brain.oxfordjournals.org/cgi/pdf_extract/75/2/244)

## صور إضافية

المداري التلافيف هو مبين في الحمراء.
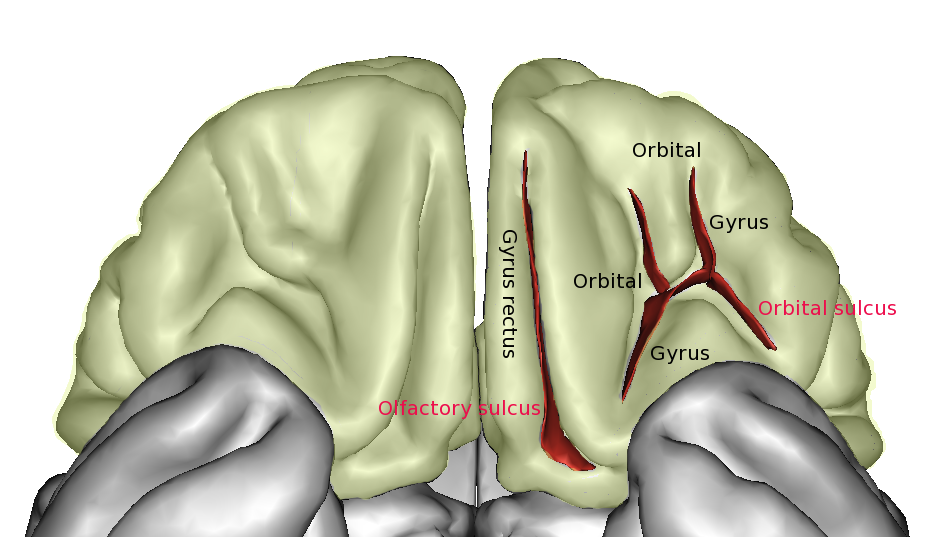
المدارية من سطح الدماغ.
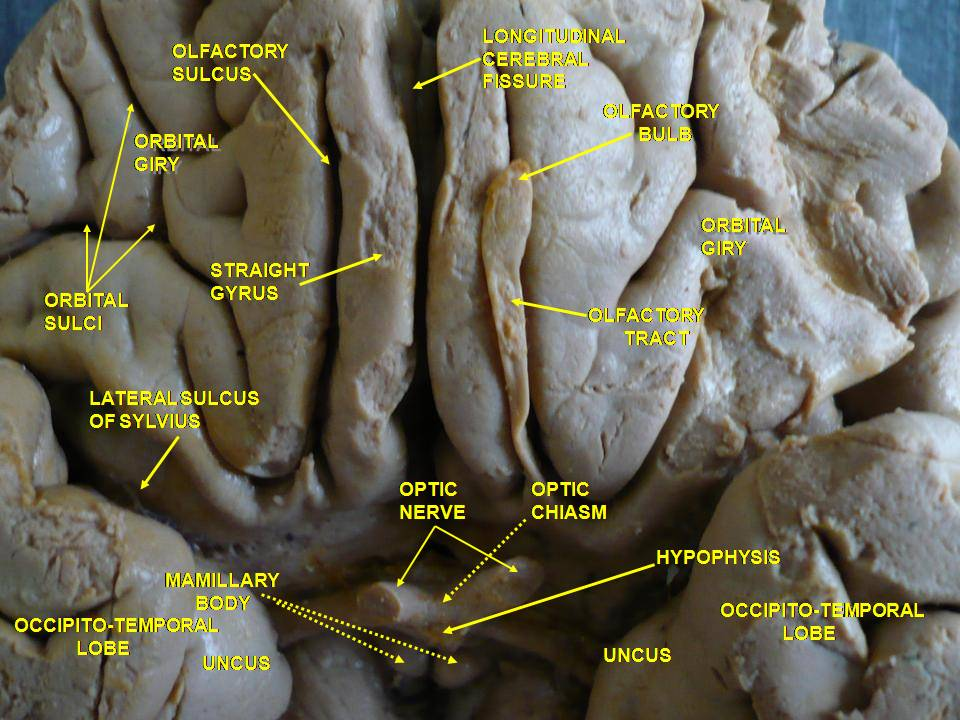
قرب المداري التلافيف.
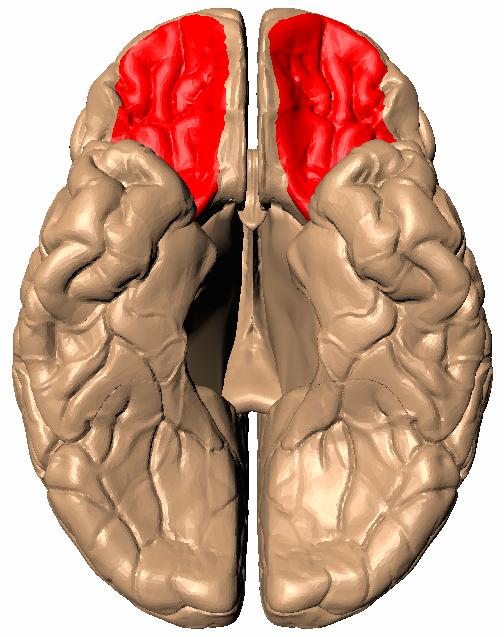
الدماغ البشري السفلي الرأي. المداري التلافيف هو مبين في الحمراء.
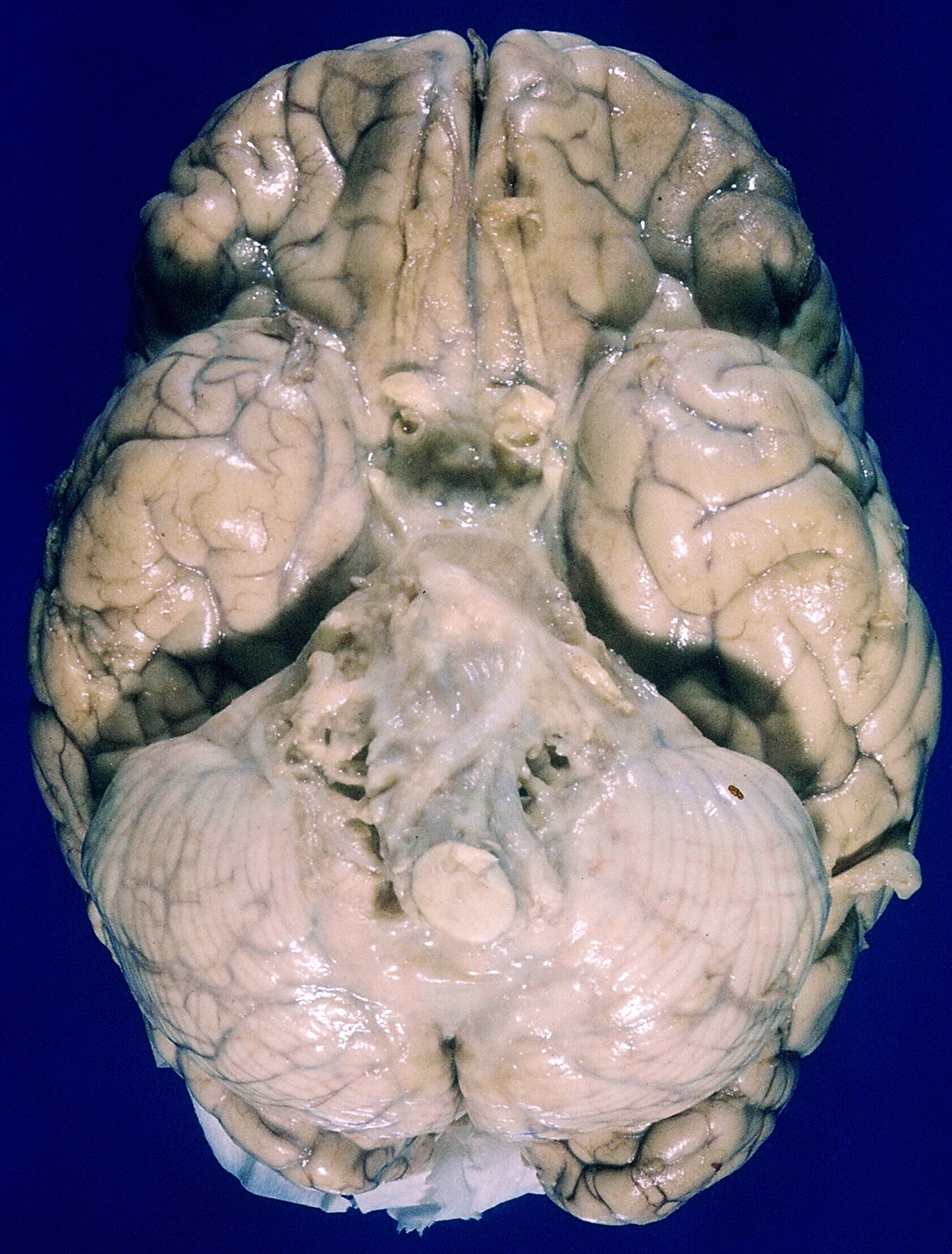
الدماغ البشري السفلي الرأي. المداري التلافيف لا المسمى ، ولكن ينظر إليه في الأعلى.

## وصلات خارجية
- https://web.archive.org/web/20100406032835/http://anatomy.med.umich.edu/atlas/n1a2p13.html

1. ↑  نموذج تأسيسي في التشريح، QID:Q1406710